# Técnico en farmacia
Un técnico en farmacia es aquella persona con una titulación de formación profesional de nivel 2 (de grado medio) experto en el ámbito de ciencias de la salud.

## Conocimientos
El técnico en farmacia tiene ciertas nociones y conocimientos de ciencias de la salud, como son la anatomía, la fisiología, la patología, la farmacología, prácticas de farmacia, prácticas de fármacos, la farmacoterapia, las recetas médicas,  las operaciones de laboratorio y la formulación magistral.
La educación dura 2 años, que corresponden con 120 ECTS.

## Trabajo
Normalmente, los técnicos en farmacia trabajan en farmacias de hospital o en oficinas de farmacia comunitaria. Entre las labores del técnico en farmacia se encuentran la de ayudar a dispensar los productos, asistir en la preparación de los productos farmacéuticos, o mantener las instalaciones y las dependencias de la farmacia. Es la figura que asiste en todo momento al facultativo a la hora de hacer su labor dentro de la farmacia.